# Kuatinga bicolor
Kuatinga bicolor är en skalbaggsart som beskrevs av Martins och Maria Helena M. Galileo 2004. Kuatinga bicolor ingår i släktet Kuatinga och familjen långhorningar.
Artens utbredningsområde är Costa Rica. Inga underarter finns listade i Catalogue of Life.